# Adam Friedrich Groß zu Trockau

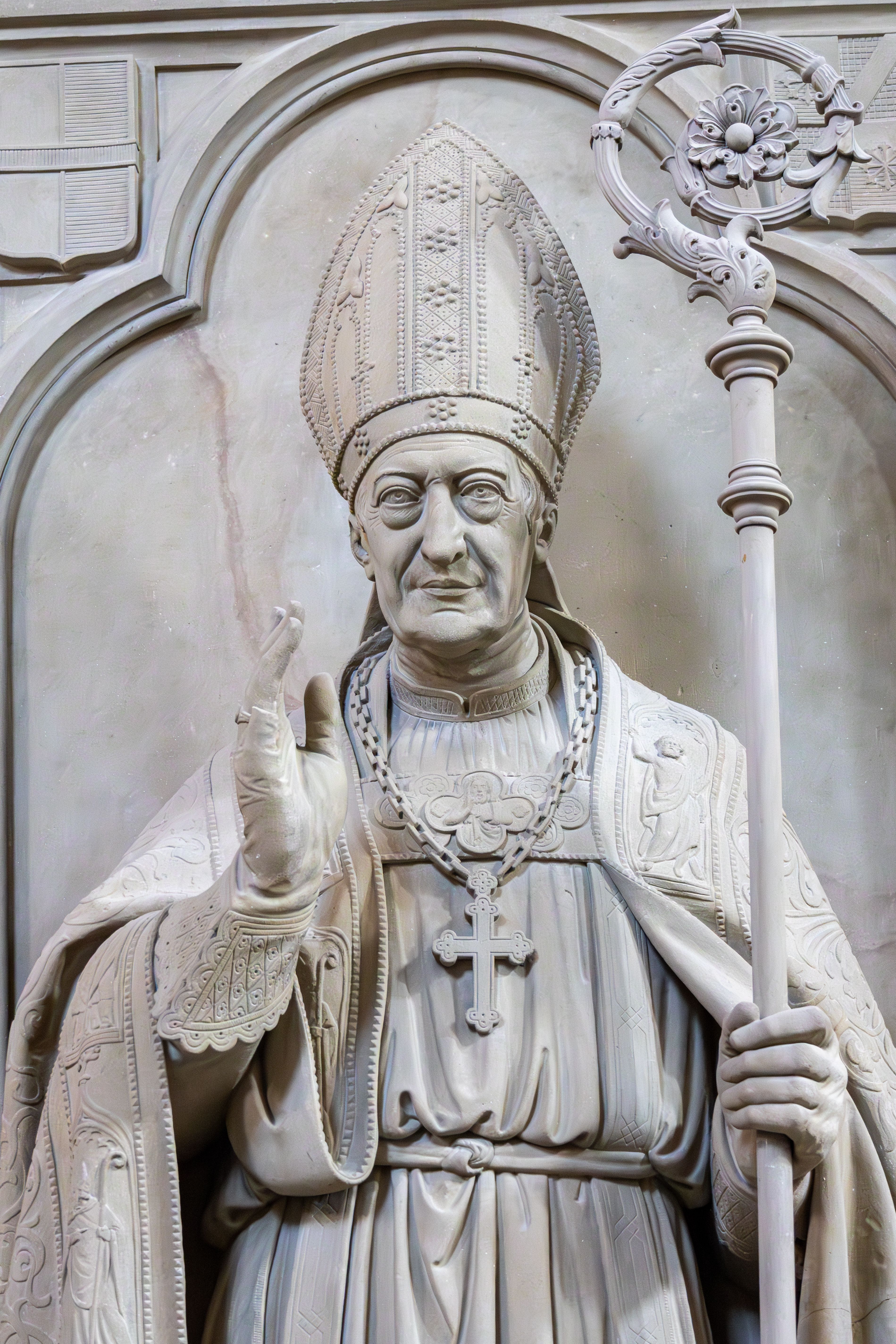
Darstellung des Bischofs Groß auf seinem Epitaph im Würzburger Dom

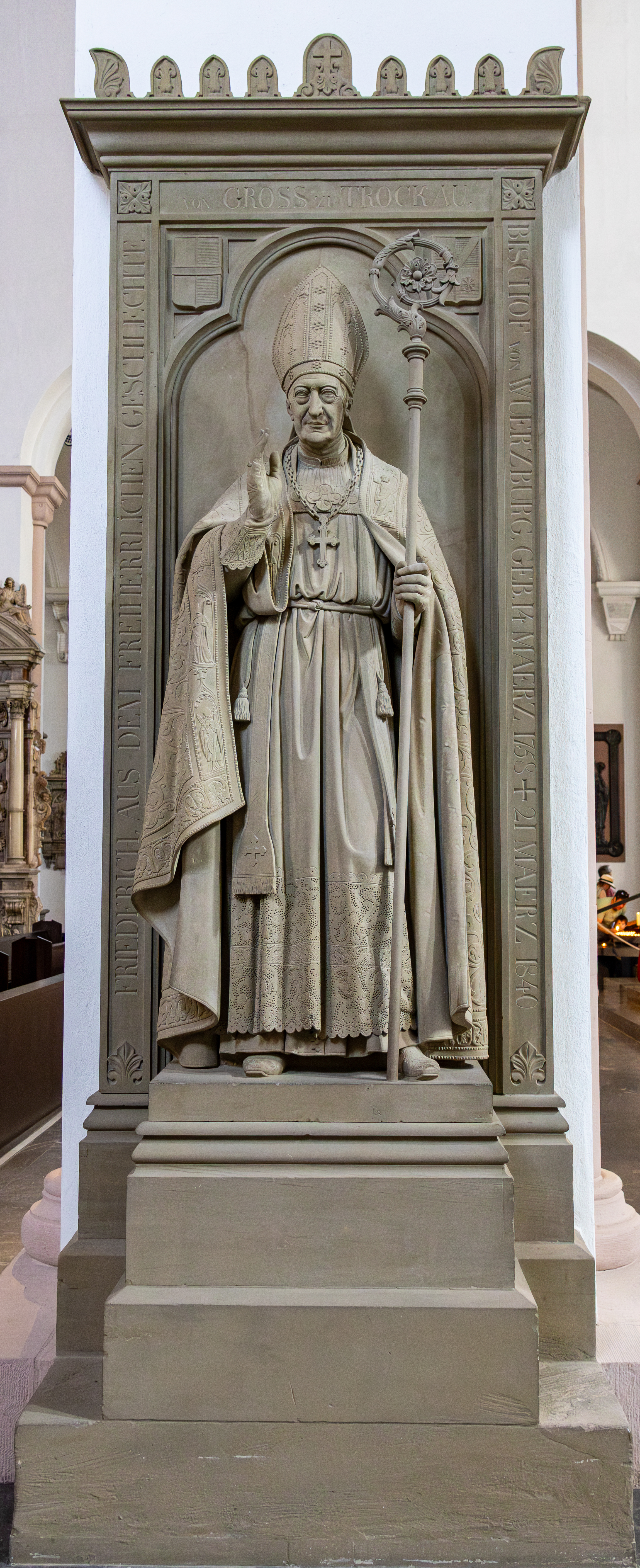
Epitaph des Bischofs im Würzburger Dom

Adam Friedrich Freiherr von Groß zu Trockau (* 14. März 1758 in Würzburg; † 21. März 1840 ebenda) war Apostolischer Vikar in Bamberg und von 1818 bis 1840 Bischof von Würzburg.

## Leben und Wirken
Adam Friedrich stammte aus dem alten fränkischen Adelsgeschlecht der Groß von Trockau. Er war zunächst Propst von St. Burkard in Würzburg. 1812 bis 1818 war er Apostolischer Vikar in Bamberg.
Gerade in der spannungsgeladenen Zeit der Säkularisation favorisierten die verschiedenen Lager unterschiedliche Kandidaten. Nach dem Bayerischen Konkordat vom 5. Juni 1817 wurde er am 6. September 1818 vom bayerischen König Max I. zum Bischof von Würzburg auserkoren. Seine Ernennung nahm König Ludwig I. am 13. September 1821 zusammen mit der Ernennung anderer bayerischer Bischöfe vor, die Bischofsweihe empfing er am 18. November 1821 im Dom zu Eichstätt. Im Würzburger Dom wurden er als neuer Oberhirte und sein Domkapitel am 23. Dezember 1821 eingeführt. Auch wenn viele Vorbehalte gegen die Wahl und den Amtsantritt Adam Friedrichs geäußert wurden, unternahm er große Anstrengungen bei der Reorganisation des Bistums. Er stattete u. a. das Priesterseminar mit mehr finanziellen Mitteln aus und sorgte mit dem als Vorstand des Priesterseminars tätigen Carl Rutta (1776–1837) für eine fortschrittliche Leitung. Als bischöfliches Palais hatte er den ehemaligen Domherrenhof Conti zugewiesen bekommen.
Die Pfarrei Wolfmannshausen war die einzige Pfarrei des Bistums Würzburg, die sich nicht innerhalb Bayerns befand, sondern zu Sachsen-Meiningen gehörte. Die Neubesetzung des Pfarrstelle bedeutete demnach ein Politikum, da sich u. a. die Regierung des Untermainkreises weigerte bayerische Anwärter in ausländische Dienste zu entsenden. Erst durch ein offizielles Ersuchen Adam Friedrichs beim Herzog Bernhard II. konnte 1829 mit dem bayerischen König Ludwig I. eine Kompromissformel gefunden werden. Die katholische Pfarrei war eine Enklave in einem protestantischen Land. Der Pfarrer von Wolfmannshausen betreute daher ab 1837 auch die katholischen Gemeinden in Meiningen und Hildburghausen.
Joseph Heinrich Groß von Trockau (1766–1850), Komtur des Deutschen Ordens, Hofrat, Oberamtmann und Kammerherr im Hochstift Bamberg war sein jüngerer Bruder.